# Kem đánh răng

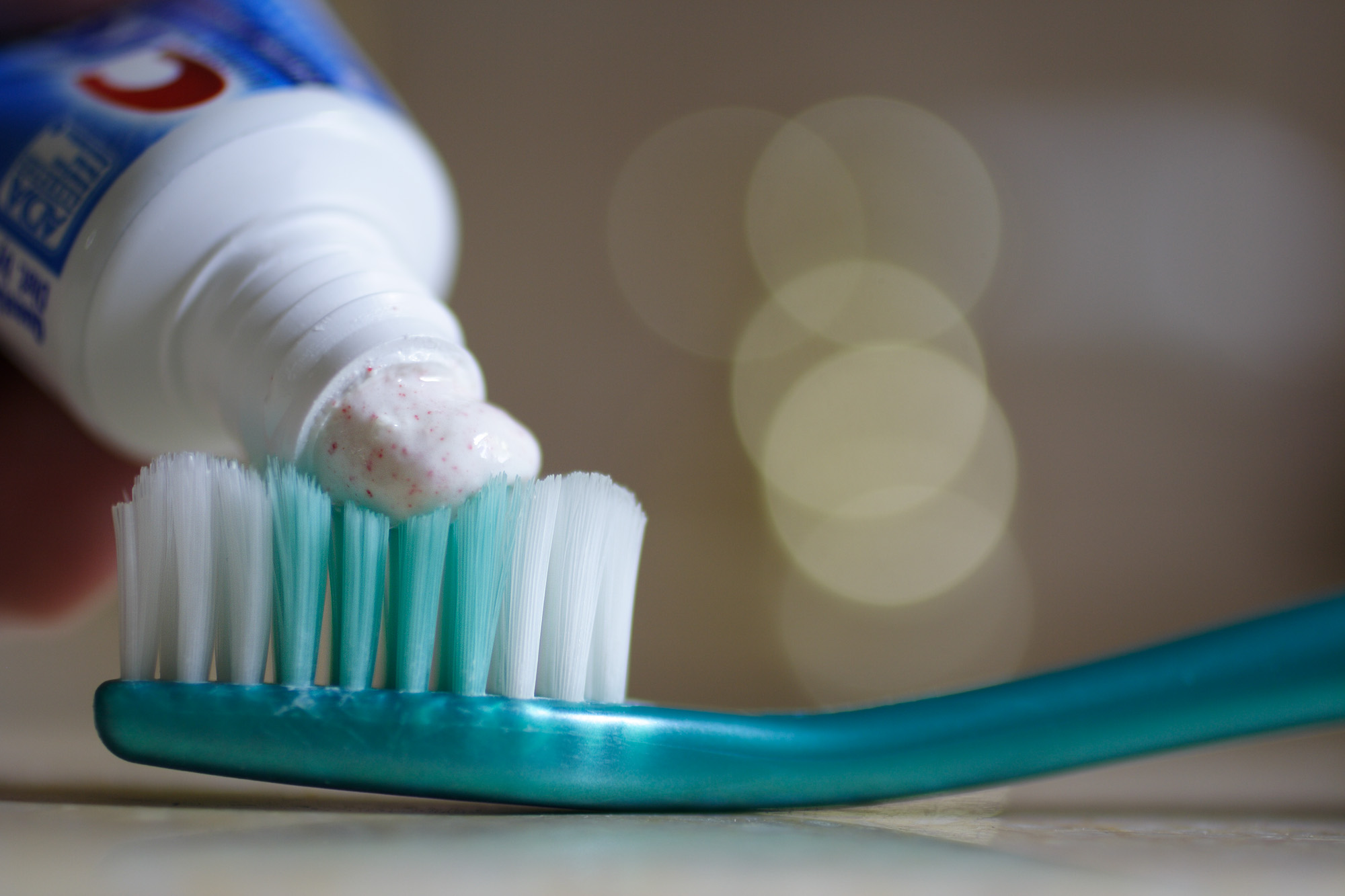
Kem đánh răng từ ống phết lên bàn chải răng

Kem đánh răng là một chất tẩy sạch răng dạng hỗn hợp nhão hay gel được sử dụng với bàn chải đánh răng như một phụ kiện để tẩy sạch, duy trì thẩm mỹ và sức khoẻ của răng. Kem đánh răng dùng để thúc đẩy vệ sinh răng miệng: được dùng làm chất mài mòn để loại bỏ mảng bám răng và thức ăn khỏi răng, giúp ngăn ngừa chứng hôi miệng và cung cấp thành phần hoạt động (thường là fluoride) giúp ngăn ngừa sâu răng và viêm nướu. Muối và natri bicacbonat (soda nung) là những chất liệu có thể thay thế cho kem đánh răng thương mại. Kem đánh răng không nuốt được do hàm lượng chất fluoride, nhưng nói chung không gây hại gì nếu nuốt vào số lượng nhỏ. Tuy nhiên, người dùng nên tìm đến chăm sóc y tế sau khi nuốt một lượng lớn bất thường.

## Lịch sử

### Kem đánh răng sơ khai
Người Hy Lạp cổ đại và tiếp sau đó La Mã cổ đại, đã cải tiến công thức chế biến kem đánh răng bằng cách thêm chất mài mòn như xương nghiền và vỏ sò. Vào thế kỷ thứ 9, nhạc sĩ Iraq và nhà thiết kế thời trang Ziryab đã phát minh ra một loại kem đánh răng, mà ông đã phổ biến rộng khắp khắp vùng Hồi giáo Tây Ban Nha, thành phần chính xác của kem đánh răng này không rõ ràng, nhưng được báo cáo rằng cả hai "chức năng và hương vị dễ chịu". Không biết liệu kem đánh răng sơ khai này sử dụng đơn nhất hay không, hay  được cọ xát vào răng bằng những miếng giẻ rách, hoặc được sử dụng với bàn chải đánh răng sớm như cành cây sầu đâu và miswak. Kem hay bột đánh răng được sử dụng rộng rãi vào thế kỷ 19.

### Bột đánh răng
Bột đánh răng dùng cho bàn chải đánh răng được sử dụng chung vào thế kỷ 19 ở Anh. Hầu hết là tự túc, với phấn, gạch nghiền, hoặc muối làm nguyên liệu. Một quyển bách khoa toàn thư 1866 đã khuyến cáo sử dụng than nghiền và cảnh báo rằng nhiều bột đánh răng đã được cấp bằng sáng chế được bán trên thị trường đã gây hại nhiều hơn tốt.
Arm & Hammer đã bán một loại bột đánh răng dựa trên soda nung ở Hoa Kỳ cho đến năm 2000, và Colgate hiện đang kinh doanh bột đánh răng ở Ấn Độ và các sản phẩm quốc gia khác.

### Kem đánh răng

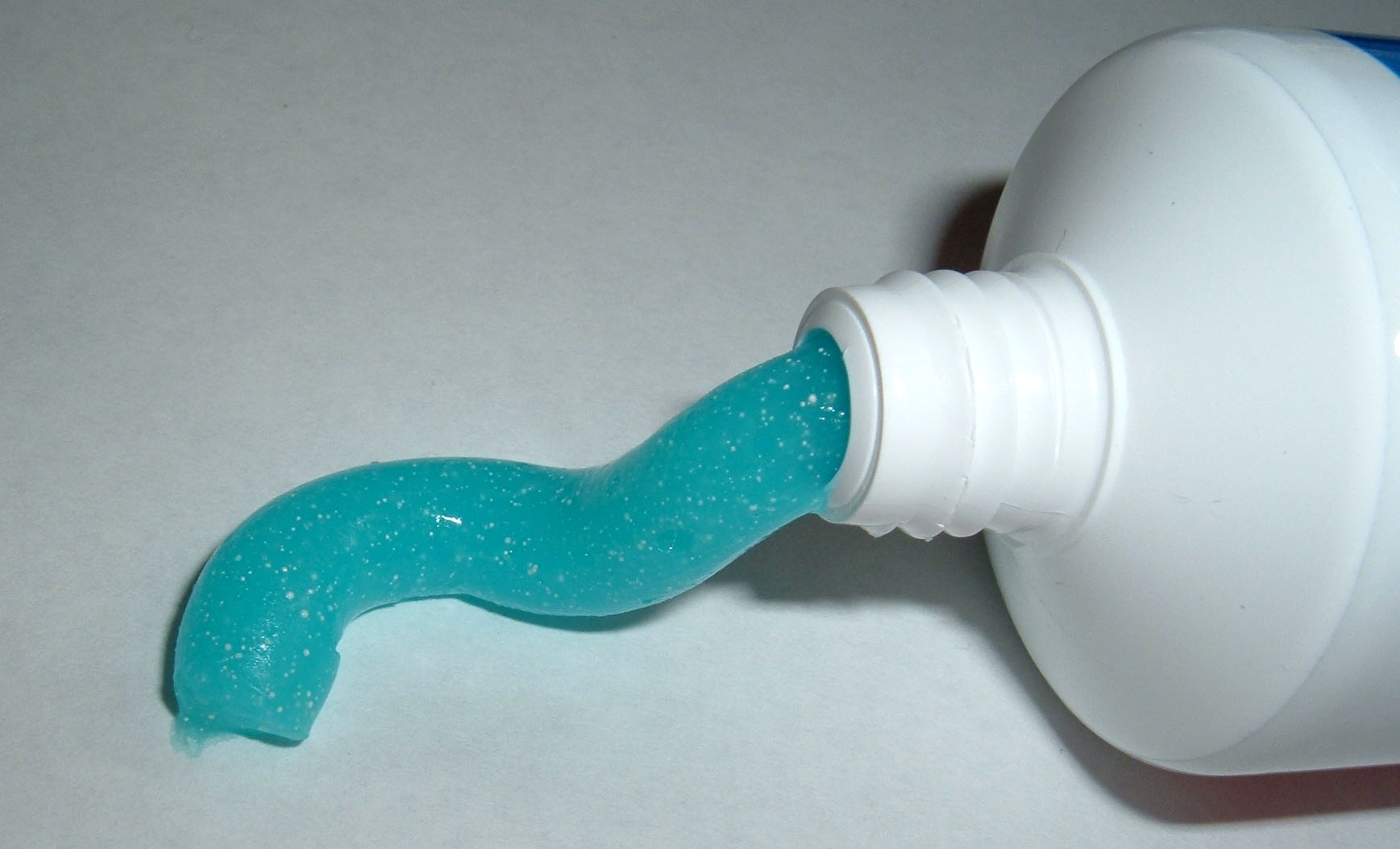
Gel đánh răng hiện đại

Một công thức kem đánh răng của Mỹ và Anh vào thế kỷ 18 gọi là bánh mì đốt. Một công thức khác khoảng thời gian này gọi là huyết rồng (một loại nhựa thông), quế và phèn nhôm.
Vào năm 1900, một loại bột làm bằng Hydro peroxid và Natri bicacbonat được khuyến cáo sử dụng với bàn chải đánh răng. Các loại kem đánh răng hỗn hợp được sản xuất lần đầu tiên vào thế kỷ 19, nhưng không vượt qua sự phổ biến của bột đánh răng cho đến Thế chiến I. Năm 1880, bác sĩ Washington Sheffield ở New London, CT sản xuất kem đánh răng chứa bên trong ống tuýp gấp khúc, Dr. Sheffield's Creme Dentifrice. Ông đã có ý tưởng sau khi con trai ông du lịch đến Paris và bắt gặp họa sĩ sử dụng nước sơn từ trong ống tuýp. Tại New York vào năm 1896, kem nha khoa Colgate-Palmolive được đóng gói trong ống tuýp có thể đóng lại bắt chước Sheffield. Ống tuýp kem đánh răng gấp khúc ban đầu được làm bằng chì.

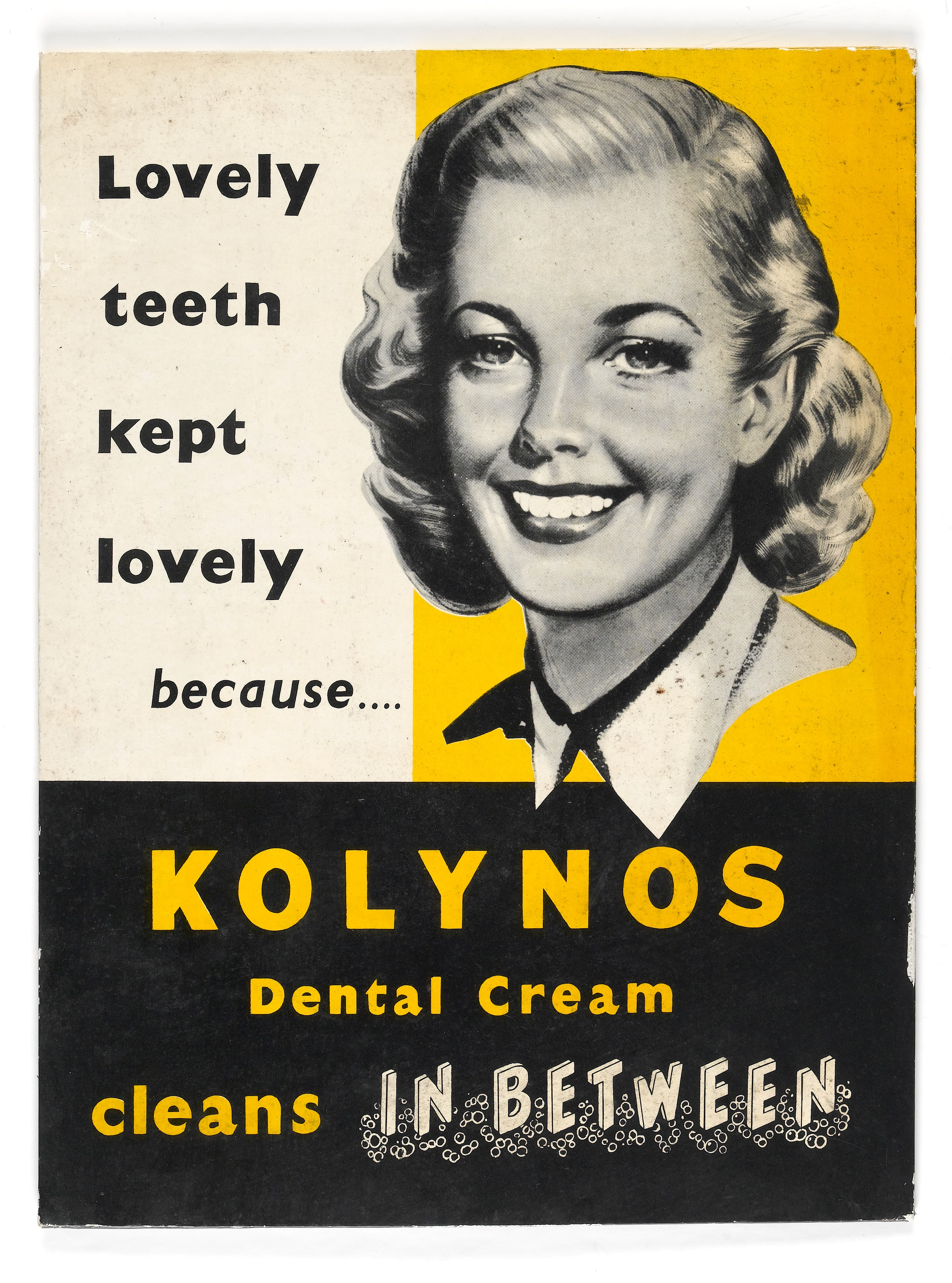
Poster quảng cáo kem đánh răng Kolynos từ thập niên 1940

Cùng với Willoughby D. Miller, Newell Sill Jenkins đã phát triển kem đánh răng và đặt tên nó là Kolynos, loại kem đánh răng đầu tiên có chứa chất khử trùng. Nguồn gốc của tên này từ tiếng Hy Lạp Kolyo nosos (κωλύω νόσος), có nghĩa "phòng bệnh". Nhiều nỗ lực sản xuất kem đánh răng của các dược sĩ ở châu Âu đã không đạt kinh tế. Sau khi trở về Mỹ, ông tiếp tục thử nghiệm với Harry Ward Foote (1875-1942), giáo sư hóa học tại phòng thí nghiệm hóa chất Sheffield của đại học Yale. Sau 17 năm phát triển Kolynos và thử nghiệm lâm sàng, Jenkins đã nghỉ hưu, chuyển giao sản xuất và phân phối cho con trai Leonard A. Jenkins, người đã đem đến những ống tuýp đánh răng đầu tiên trên thị trường vào ngày 13 tháng 4 năm 1908. Trong một vài năm công ty mở rộng ở Bắc Mỹ, Mỹ Latin, Châu Âu và Viễn Đông. Một chi nhánh hoạt động được mở tại London vào năm 1909. Năm 1937, Kolynos được sản xuất tại 22 quốc gia và bán ở 88 quốc gia. Cho đến thời hiện đại, Kolynos phổ biến chủ yếu ở Nam Mỹ và Hungary. Colgate-Palmolive đảm nhận sản xuất công ty Wyeth vào năm 1995 với chi phí 1 tỉ USD.

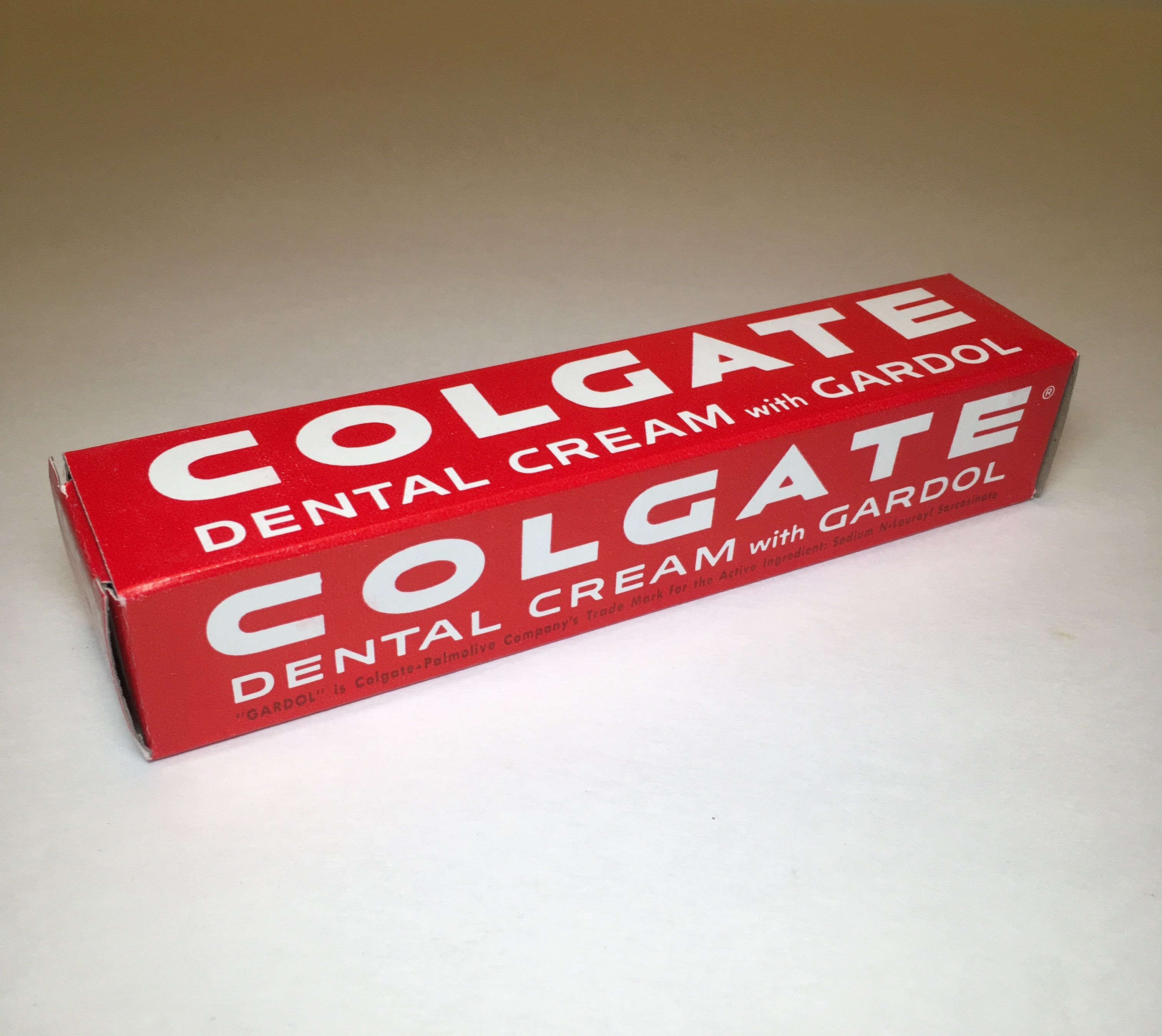
Kem nha khoa Colgate, Gardol - ca. những năm 1950

Fluoride được thêm vào kem đánh răng vào những năm 1890. "Tanagra", chứa calci fluoride là thành phần hoạt chất, đã được Công ty Karl F. Toellner của Bremen, Đức, bán dựa trên công trình nghiên cứu ban đầu của nhà hóa học Albert Deninger. Một sáng kiến tương tự do Roy Cross, thành phố Kansas, Missouri, ban đầu đã chỉ trích bởi Hiệp hội Nha khoa Hoa Kỳ (ADA) vào năm 1937. Kem đánh răng fluoride phát triển vào thập niên 1950 đã nhận được sự chấp thuận của ADA. Để phát triển kem đánh răng có fluoride được ADA chấp thuận đầu tiên, Procter & Gamble bắt đầu chương trình nghiên cứu vào đầu những năm 1940. Năm 1950, Procter & Gamble đã phát triển một nhóm nghiên cứu chung do Tiến sĩ Joseph Muhler thuộc Đại học Indiana thực hiện để nghiên cứu kem đánh răng mới với fluoride. Năm 1955, sản phẩm Crest của Procter & Gamble ra mắt loại kem đánh răng có chứa fluoride được thử nghiệm lâm sàng lần đầu tiên. Vào ngày 1 tháng 8 năm 1960, ADA đã báo cáo rằng "Crest đã được chứng minh là loại kem đánh răng có khả năng chống ăn mòn hiệu quả có thể có giá trị đáng kể khi được sử dụng trong chương trình vệ sinh răng miệng và chăm sóc chuyên nghiệp thường xuyên."
Năm 2006, BioRepair xuất hiện ở Châu Âu với loại kem đánh răng đầu tiên có chứa hydroxylapatite tổng hợp thay thế cho fluoride để tái tạo và phục chế men răng. Các "biomimetic hydroxylapatite" được dùng để bảo vệ răng bằng cách tạo ra một lớp men tổng hợp xung quanh răng thay vì đông cứng lớp hiện tại bằng fluoride mà thay đổi về mặt hóa học thành fluorapatite.
Tháng 6 năm 2007, Cục quản lý Thực phẩm và Dược phẩm Hoa Kỳ (FDA) và các cơ quan tương tự ở Panama, Puerto Rico và Úc khuyên người tiêu dùng nên tránh một số loại kem đánh răng được sản xuất tại Trung Quốc sau khi một số phát hiện chứa diethylene glycol độc hại, còn được gọi là diglycol hoặc dán nhãn "DEG" trên ống.

## Thành phần
Ngoài nước chiếm 20-42%, kem đánh răng có nguồn gốc từ nhiều thành phần khác nhau, ba loại chính là chất mài mòn, chất fluoride và chất tẩy rửa.

### Chất mài mòn
Chất mài mòn chiếm ít nhất 50% loại kem đánh răng thông thường. Những hạt không hòa tan này giúp loại bỏ mảng bám khỏi răng. Loại bỏ mảng bám và vôi răng giúp giảm tối thiểu sâu răng và bệnh nha chu. Chất mài mòn đại diện bao gồm các hạt nhôm hydroxide (Al(OH)3), calci cacbonat (CaCO3), các calci hydro phosphat (CaHPO4) khác nhau, các silic và zeolit khác nhau và hydroxyapatit (Ca5(PO4)3OH).
Chất mài mòn, giống như chất đánh bóng nha khoa được sử dụng trong phòng mạch nha khoa, cũng gây ra số lượng nhỏ xói mòn men được gọi là hành động "đánh bóng". Một số nhãn hiệu có chứa mica trắng dạng bột, hoạt động như chất mài mòn nhẹ và cũng bổ sung tính trang điểm đem đến độ lung linh lấp lánh cho kem. Đánh bóng răng sẽ loại bỏ vết bẩn khỏi bề mặt răng, nhưng không thể chứng minh cải thiện được sức khoẻ răng miệng trong và ngoài hiệu quả khi loại bỏ mảng bám và vôi răng.
Tác dụng mài mòn của kem đánh răng được biểu thị theo giá trị RDA. Giá trị RDA quá cao cần được xem điểm giới hạn và một số nha sĩ đề nghị kem đánh răng có giá trị RDA không cao hơn 50 cho sử dụng hàng ngày.

### Fluoride
Fluoride dưới nhiều hình thức là thành phần hoạt chất phổ biến nhất trong kem đánh răng để ngăn ngừa sâu răng. Fluoride có số lượng nhỏ trong thực vật, động vật và một số nguồn nước tự nhiên. Chất fluoride bổ sung trong kem đánh răng có tác dụng tốt đối với quá trình hình thành men răng và xương. Natri fluoride (NaF) là nguồn fluoride phổ biến nhất, nhưng fluoride stannal (SnF2), olaflur (muối hữu cơ fluoride) và natri monofluorophosphate (Na2PO3F) cũng được sử dụng. Fluoride Stannide đã được chứng minh có hiệu quả hơn natri fluoride để giảm tỷ lệ mắc bệnh sâu răng và kiểm soát bệnh viêm nướu, nhưng gây ra nhiều vết bẩn bề mặt hơn.
Phần lớn kem đánh răng được bán ở Hoa Kỳ có từ 1.000 đến 1.100 phần mỗi triệu fluoride. Ở các nước châu Âu, như Anh hoặc Hy Lạp, hàm lượng fluoride thường cao hơn; hàm lượng NaF 0,312% w/w (1.450 ppm fluoride) là phổ biến.

### Chất hoạt động bề mặt
Rất nhiều, mặc dù không phải tất cả, kem đánh răng có chứa natri lauryl sunfat (SLS) hoặc chất hoạt động bề mặt có liên quan (chất tẩy rửa). SLS cũng được tìm thấy trong nhiều sản phẩm chăm sóc cá nhân khác, chẳng hạn như dầu gội và chủ yếu là chất tạo bọt, cho phép phân phối đồng đều kem đánh răng, cải thiện khả năng tẩy sạch.
Mặc dù các thành phần khác nhau trong kem đánh răng, nghiên cứu gần đây (phân tích meta) cho biết chải răng có hoặc không có kem đánh răng không ảnh hưởng đến mức độ loại bỏ mảng bám.

### Các thành phần khác

#### Chất kháng khuẩn
Triclosan, một chất kháng khuẩn, là một thành phần kem đánh răng phổ biến ở Anh. Triclosan hoặc kẽm chloride ngăn ngừa viêm nướu, theo Hiệp hội Nha khoa Hoa Kỳ, giúp làm giảm cao răng và hơi thở hôi. Một nghiên cứu lâm sàng năm 2006 đã kết luận có bằng chứng cho biết hiệu quả của 0,30% triclosan giảm bớt mảng bám và viêm nướu.

#### Hương vị
Kem đánh răng có nhiều màu sắc và hương liệu nhằm khuyến khích người dùng sản phẩm. Ba loại hương vị phổ biến nhất là bạc hà cay, bạc hà lục và lộc đề. Kem đánh răng có hương vị dầu bạc hà-hồi cần cũng phổ biến ở khu vực Địa Trung Hải. Những hương vị này được cung cấp bởi các loại dầu tương ứng, ví dụ: tinh dầu bạc hà. Nhiều hương vị lạ hơn bao gồm hồi cần Anethole, quả mơ, kẹo cao su thổi, quế, hồi hương, oải hương, sầu đâu, gừng, vani, chanh, cam và thông. Ngoài ra, kem đánh răng không hương vị cũng tồn tại.

#### Chất khử khoáng
Tinh thể nano Hydroxyapatite và những loại calci phosphat được đưa vào trong công thức chống khoáng hóa, tức là cải tạo men răng.

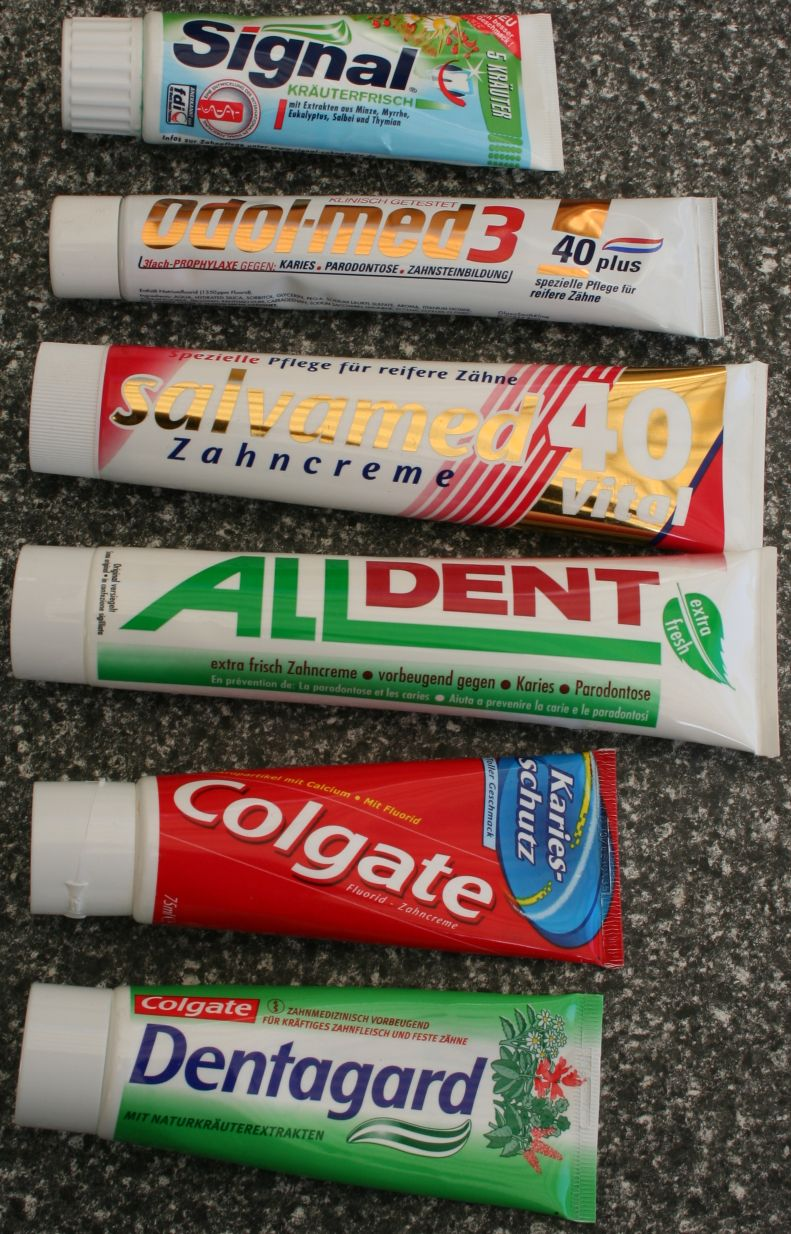
Các nhãn hiệu kem đánh răng

#### Hợp chất pha tạp
Các tác nhân được thêm vào để làm giảm xu hướng kem đánh răng khô hóa thành bột. Bao gồm cồn đường khác nhau, như glyxerol, sorbitol hoặc xylitol, hoặc các dẫn xuất có liên quan, như 1,2-propylen glycol và polyethyleneglycol. Chloride strontium hoặc kali nitrat được bao gồm trong một số loại kem đánh răng để giảm độ nhạy. Natri poly-phosphat được thêm vào để giảm thiểu sự hình thành cao răng.

## Sử dụng
Bôi kem đánh răng lên mặt lông của bàn chải một lượng vừa đủ và chải nhẹ nhàng lên răng. Đánh răng xong súc miệng lại bằng nước sạch. Nên đánh răng sau khi ăn xong, tối trước khi đi ngủ và sáng sau khi thức dậy, ít nhất hai lần mỗi ngày.
Để tránh làm tổn thương men răng, hãy chọn bàn chải tốt, ba tháng thay một lần để đảm bảo vệ sinh lông bàn chải, tránh nhiễm khuẩn.